# 朱雨玲
朱雨玲（1995年1月10日—），四川绵阳人，原中国女子乒乓球运动员，现中国澳门女子乒乓球运动员，右手横握球拍，两面反胶打法。

## 生涯

### 国家队
朱雨玲5岁开始打球，2010年1月进入国家女二队，曾获世界青少年乒乓球锦标赛女单、女双和女团冠军。2013年，朱雨玲首次跻身ITTF女子单打排名前十，并取得巴黎世乒赛的单打资格。2013年世界乒乓球锦标赛，首次参赛的朱雨玲打入女单四强，半决赛1:4负于刘诗雯；同时，朱雨玲与陈梦搭档，夺得女双季军。
2014-2018年，朱雨玲曾获世界杯女单冠军、世锦赛女双冠军，并在两项赛事中获得过5次女团冠军。2017年，她登顶了女单世界排名第一名。
2021年，朱雨玲确诊甲状腺癌，随后一度退役。

### 中國澳門隊
2024年2月，朱雨玲通过澳门政府的人才引进计划，取得了澳门居民身份。2024年9月於澳門舉行的WTT澳門冠軍賽，以外卡身份首次代表中國澳門隊參加該比賽，同時兼任中國澳門女子乒乓球隊主教練。
2024年10月28日，WTT支线赛卡利亚里站女单决赛，朱雨玲以3比2的比分战胜日本选横井咲樱，时隔5年再次获得国际赛事单打冠军。
2025年7月，朱雨玲在WTT美国大满贯中夺得女单冠军，这也是她自2019年亚洲杯夺冠后，时隔6年再次获得高级别国际赛事单打冠军。

### 俱乐部
2012年，朱雨玲代表内蒙古银行队出战乒超联赛，取得17胜7负的佳绩，位列女子单打胜率榜次席，成为该赛季最大黑马。2013年，朱雨玲取得19胜9负的单打战绩，再次位列女单积分榜次席。